# 中国南車

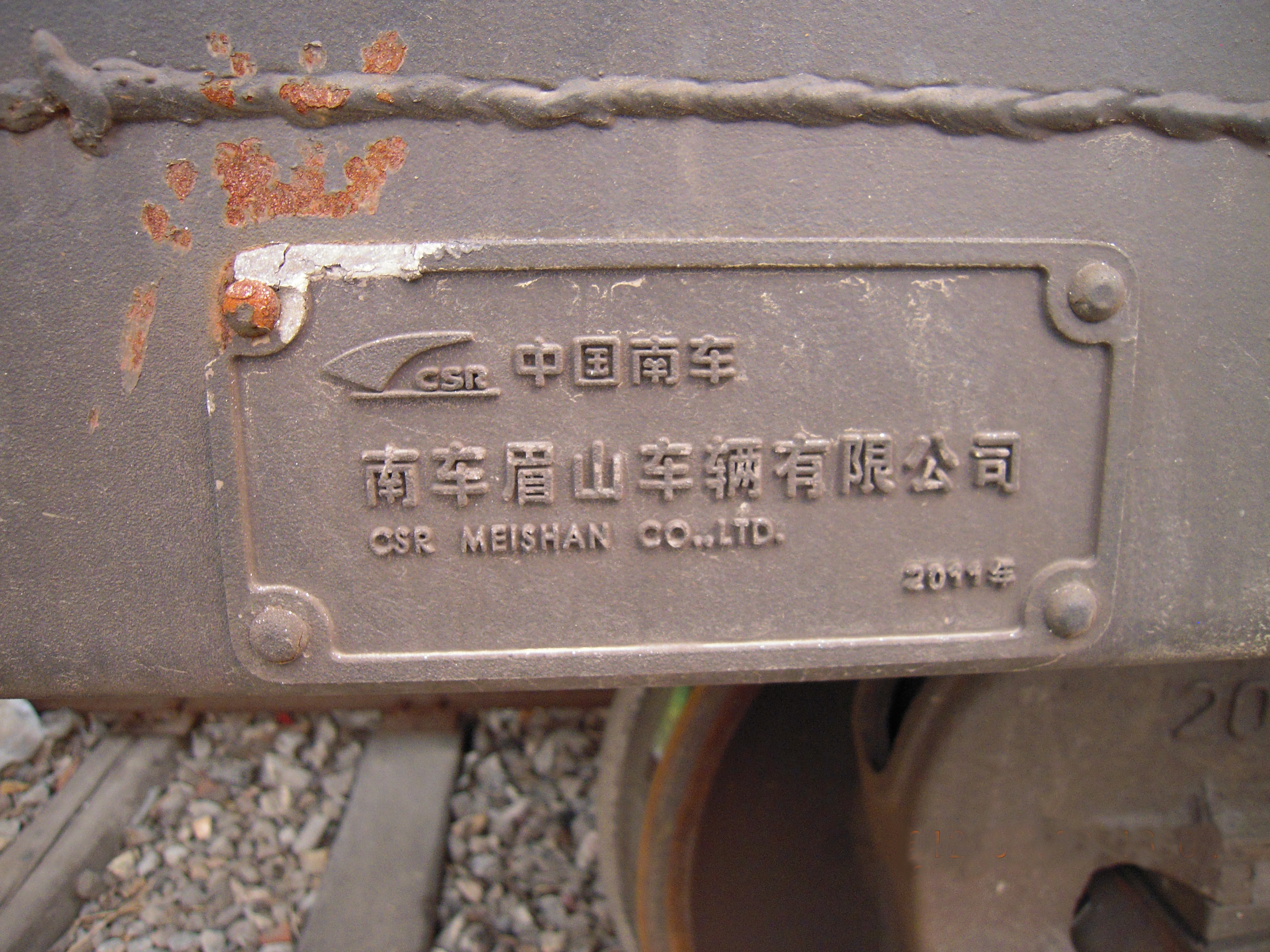
列車車両にある中国南車眉山支社のラベル

中国南車（ちゅうごくなんしゃ、中文表記: 中国南车股份有限公司、英文表記: CSR Corporation Limited）は、かつて存在した中国の国有企業である。正式社名は中国南車股份有限公司、略称は南車。中国国務院国有資産監督管理委員会の直接管理下にある中国南車集団を筆頭株主として、2007年に設立され、2008年8月に香港と上海に上場。2014年12月30日、中国南車が中国北車を吸収する形で中国中車として合併する旨を発表、2015年6月に合併手続きが完了した。
機関車、客車列車、貨物列車、高速列車、地下鉄車両など鉄道車両（主に時速250キロと350キロ型車両）、鉄道関連部品の研究開発、製造販売、メンテナンスとリースを手掛け、中国北車と中国国内市場を二分になっていた。